# Paul Brunbrouck
Paul Brunbrouck (30 octobre 1926 à Roubaix – mort au combat le 13 avril 1954 à Dien Bien Phu) est un lieutenant français qui s'est distingué lors de la bataille de Dien Bien Phu en 1954.

## Biographie
Né le 30 octobre 1926, orphelin de mère à deux ans, issu d'une famille de onze enfants, Paul Brunbrouck fut scout et 1er C.P. de la Panthère à la 2e Wattrelos près de Lille, jusqu'en 1942. Il entre à Saint-Cyr en 1948 (promotion « Général Frère » 1948-1950).
Après l’École d'application de l'artillerie, il est affecté en Tunisie début janvier 1952. Promu lieutenant en octobre 1952, il part en Indochine fin 1952. Affecté au 2/4e RAC 2e groupe du 4e régiment d’artillerie coloniale, au Tonkin, en janvier 1953, il est très vite distingué par son chef de corps. Il reçoit sa première citation en juin 1953 avec la Croix de guerre Théâtres d'Opérations Extérieures (TOE). Le poste d’officier de tir à la 4e batterie lui est donné en novembre. Sa batterie, restée dans le delta tonkinois quand le 2/4e RAC est aérotransporté à Diên Biên Phu vers Noël, rejoint le groupe en février 1954.

## Faits d'armes
Le lieutenant Paul Brunbrouck est un des grands soldats de la bataille de Dien Bien Phu. Dans la nuit du 30 mars 1954, sa batterie d'obusiers de 105, servie par des Africains est en poste sur Dominique 3. Deux régiments Viet-Minh de la division 312 du Bô Dôi (environ 4 000 hommes) montent à l'assaut de la position. À deux reprises, Brunbrouck, refuse de détruire ses canons. Soutenue par la 12e compagnie (lieutenant Filaudeau) du 3e régiment de tirailleurs algériens, et une section de mitrailleuses quadruples de 12,7, sa batterie, tirant à tir direct, fait une effroyable boucherie de ses adversaires,. 
Brunbrouck  a aussi obligé Giap à refaire ses plans, à modifier ses attaques. Les assauts viêts du 30 mars devaient lui apporter une victoire totale. Ils ont coûté si cher que désormais, tout au long du mois d’avril, les Viêts renonceront aux grandes offensives, leur substituant une guerre d’usure et de tranchées qui, finalement, aura raison des défenseurs épuisés.
Le 31 mars, en matinée, alors que les Viêts pansent leurs blessures, Brunbrouck repliera sur ordre sa batterie sur une position plus centrale (Claudine). Le PC du camp retranché lui fait savoir qu’il est nommé Chevalier de la Légion d’honneur. Le 13 avril 1954, il est tué au combat d'un éclat d'obus.
Il aurait dit :
« Pour moi, France n'est pas un vain mot, et ce qui donne un sens à la vie donne un sens à la mort ».

### Décorations

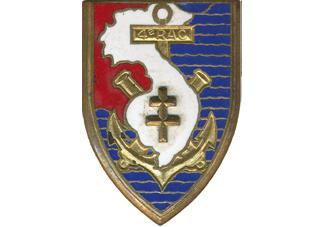
insigne régimentaire du 4e R.A.C.

|  | Chevalier de la Légion d'honneur                                                    |
|  | Croix de guerre des théâtres d'opérations extérieures avec palme et étoile d'argent |
|  | Médaille coloniale                                                                  |
|  | Médaille commémorative de la campagne d'Indochine                                   |

## Hommages posthumes
- La promotion 2004-2007 de l'École spéciale militaire de Saint-Cyr porte son nom.

- Une scène du film Dien Bien Phu de Pierre Schoendoerffer relate sa participation à cette bataille.

- Un rond-point de Roubaix et une allée de Draguignan[5] portent son nom.